# Samukeliso Ndebele
Samukeliso Ndebele (* 10. Mai 2004) ist eine simbabwische Leichtathletin, die sich auf den Sprint spezialisiert hat.

## Sportliche Laufbahn
Erste internationale Erfahrungen sammelte Samukeliso Ndebele im Jahr 2021, als sie bei den U20-Weltmeisterschaften in Nairobi in der ersten Runde im 200-Meter-Lauf disqualifiziert wurde. 2023 belegte sie bei den U20-Afrikameisterschaften in Ndola in 12,09 s den fünften Platz im 100-Meter-Lauf und schied über 200 Meter mit 25,65 s im Vorlauf aus. Zudem gewann sie mit der simbabwischen 4-mal-100-Meter-Staffel in 47,13 s die Bronzemedaille.
2021 wurde Ndebele simbabwische Meisterin im 200-Meter-Lauf.

## Persönliche Bestleistungen
- 100 Meter: 11,99 s (0,0 m/s), 30. April 2023 in Ndola
- 200 Meter: 24,94 s (+1,6 m/s), 22. Mai 2022 in Lusaka